# Oxyopes bolivianus
Oxyopes bolivianus är en spindelart som beskrevs av Albert Tullgren 1905. Oxyopes bolivianus ingår i släktet Oxyopes och familjen lospindlar.
Artens utbredningsområde är Bolivia. Inga underarter finns listade i Catalogue of Life.